# Trophée Gounouilhou 2011
 (juin 2021).
Navigation
Édition précédente Édition suivante
| \| Ormesson Mougins Bondues Marcilly-en-Villette Chiberta Biarritz Saint-Donat Chantaco Rennes Bussy-Saint-Georges Paris Racing Club de France Saint-Nom-la-Bretèche Lyon Bordeaux Bordeaux-Lac \| Localisation des clubs. |
| Ormesson Mougins Bondues Marcilly-en-Villette Chiberta Biarritz Saint-Donat Chantaco Rennes Bussy-Saint-Georges Paris Racing Club de France Saint-Nom-la-Bretèche Lyon Bordeaux Bordeaux-Lac                               |

Le Trophée Gounouilhou 2011 est la 79e édition du Trophée Gounouilhou, un tournoi de golf organisé en France.